# Angostura Bitters
Angostura Bitters jsou proslulé koktejlové bitters (koncentrovaný bylinný destilát používaný po kapkách) na bázi hořce, bylin a koření, které vyrábí společnost House of Angostura na Trinidadu. Obvykle se používají v mixologii k dochucení nápojů, využití ale mají také v kuchyni, kdy jídlům dodají další chuťový rozměr. Název nenesou podle stromu stejného jména (ani neobsahují jeho léčivou kůru), ale podle staršího označení venezuelského města Ciudad Bolívar, dříve známého jako Angostura, kde vznikly. Jejich lahvička je charakteristická svou nadměrně velkou etiketou.
K původním Angostura Aromatic Bitters z roku 1824 přibyly roku 2007 pomerančové Angostura Orange Bitters a roku 2020 kakaové Angostura Cocoa Bitters.

## Historie
Bitters Angostura vyvinul původně jako léčivé tonikum německý lékař Johann Gottlieb Benjamin Siegert (1796–1870), který sloužil jako náčelník zdravotnické služby ve venezuelské armádě Simóna Bolívara, jednoho z hlavních představitelů jihoamerického boje za nezávislost na Španělsku. Ve Venezuele, konkrétně ve městě Angostura, se Dr. Siegert nakonec usadil, aby se mohl věnovat svému rostoucímu zájmu o botaniku a chemii. Zkoumal lokálně rostoucí tropické rostliny a byliny, se kterými dělal nejrůznější experimenty ve snaze nalézt lék na řadu zdravotních potíží. Nakonec se mu podařilo dovést vlastní recepturu na blahodárné kapky, dnes známé jako Angostura Aromatic Bitters, k dokonalosti. Roku 1824 je začal prodávat pod původně španělským názvem Amargo Aromático a o šest let později založil za účelem vyšší produkce destilerii. Roku 1850 se bitters začaly vyvážet do zahraničí a v roce 1875 se následně celý rodinný podnik, tou dobou již vedený Siegertovými syny Carlosem, Alfredem a Luisem, přesunul do trinidaského města Port of Spain, kde sídlí dodnes.
Roku 1873, získaly Angostura Aromatic Bitters medaili na světové expozici ve Vídni Weltausstellung 1873 Wien. Medaile je stále zobrazena na charakteristické nadměrně velké etiketě, kde stejně tak nalezneme její rub s císařem Františkem Josefem I.
Angostura Aromatic Bitters jsou nejznámějšími a nejprodávanějšími koktejlovými bitters na světě. Jejich receptura se od jejich vzniku roku 1824 nezměnila a je přísně střeženým tajemstvím. Přesné složení zná pouze pět lidí na celém světě.
Roku 2007 byly na trh uvedeny pomerančové Angostura Orange Bitters, které mají aroma s tóny květin a čerstvé pomerančové kůry. Na rozdíl od tmavě jantarových Angostura Aromatic Bitters jsou Angostura Orange Bitters čiré a mají naprosto odlišné složení.
V roce 2020 byly světu představeny kakaové Angostura Cocoa Bitters. K jejich výrobě se používají výhradně trinidadské kakaové boby odrůdy Trinitario, které jsou mnohými považovány za nejlepší na světě.

## Použití
Bitters Angostura jsou extrémně koncentrované kapky intenzivní chuti, které se nekonzumují samotné, ale přidávají se do nápojů či jídel po střicích. Přestože jsou samy o sobě vesměs hořké, drinkům a pokrmům nedodávají hořkost, ale vyváženost, větší komplexnost a hloubku chutí.

### Medikament
Angostura Aromatic Bitters původně vznikly jako medicína a skutečně mohou mít řadu příznivých účinků. Stále se nicméně jedná o destilát a je proto vhodné konzumovat je v malých dávkách, po kapkách či střicích, rozpuštěných např. ve sklenici sodovky. Bitters mohou pomoci například se zažívacími potížemi, pálením žáhy, nevolností, křečemi či nadýmáním.

### Koktejly
Jednoznačně největší využití mají bitters v mixologii. Vznikly sice jako lék na řadu žaludečních neduhů, časem se však stalo populární praxí přidávat si je do sodovky a během 19. století byly běžně podávané také s ginem. Tato varianta se uchytila a později vešla ve známost jako Pink Gin . Další klasické koktejly s bitters jsou například Old Fashioned, Manhattan, Martinez či Champagne Cocktail;  přidávají se však do celé řady koktejlů, ať už těch zavedených či zcela nových, kterým dodávají komplexnost a vyváženost.
Přestože bitters Angostura obsahují poměrně vysoké procento alkoholu (Aromatic Bitters 44,7 %, Orange Bitters 28 % a Cocoa Bitters 48 %), používají se také k přípravě nealkoholických koktejlů. Pár střiků totiž takřka neovlivní podíl alkoholu ve výsledném drinku. V Hongkongu jsou tak například Angostura Aromatic Bitters součástí oblíbeného nealkoholického koktejlu Gunner, který se skládá ze zázvorových limonád ginger beer a ginger ale v poměru 1:1 a střiku bitters Angostura.
Ačkoliv se konzumace samotných bitters ve formě tzv. panáku nedoporučuje, v jistých barmanských komunitách (především v Malajsii) si spolu barmani před začátkem směny či po jejím skončení připijí Angostura Aromatic Bitters.

### Kuchyně
Protože se bitters díky své vysoké koncentrovanosti a intenzitě používají po menších dávkách, nedodávají hořkost, jak by se mohlo zdát, ale mají schopnost vyvažovat a zvýrazňovat chutě. Proto se bitters používají také v kuchyni, a to při přípravě jak sladkých, tak slaných jídel.